# Ambondromamy
Ambondromamy is een plaats en gemeente in Madagaskar, in de regio Boeny. Het telt 8000 inwoners (2001) en behoort tot het district Ambato Boeny.

## Economie
Zo'n 90% van de bewoners zijn boeren, waarvan 60% leven van de landbouw en 30% van de veeteelt. Het belangrijkste gewas is de pinda, andere belangrijke producten zijn maïs en zoete aardappelen. 5% van de bevolking werkt in de dienstensector en de overige 5% van de bevolking heeft een baan in de visserij.
In Ambondromamy zijn zowel primair als secundair onderwijs beschikbaar.

## Archeologie
In 2001 werd er ten westen van Ambondromamy een onderkaak van de dinosauriër Archaeodontosaurus descouensi gevonden door Didier Descouens. Dit fossiel, holotype MHNDPal 2003-3962005, werd in 2005 beschreven en benoemd door de Franse paleontoloog Eric Buffetauttot en is nu toe enige bekende fossiel van het geslacht.

## Vervoer
De plaats ligt bij het kruispunt van de Route nationale 6, die doorloopt tot Antsiranana, en de Route nationale 4, lopend van Mahajanga - Antananarivo.